# Nombre 250
El nombre 250 (CCL'') és el nombre natural que segueix el nombre 249 i precedeix el nombre 251.
La seva representació binària és 11111010, la representació octal 372 i l'hexadecimal FA.
La seva factorització en nombres primers és 2 × 53 = 250. És un nombre d'Erdős-Woods.

## Nombres del 251 al 259
| Nombre                 | Nombre romà | Sistema binari | Sistema hexadecimal | Més informació que destaca del nombre |
| 251                    | CCLI        | 11111011       | FB                  | La suma de tres nombres primers consecutius (79 + 83 + 89) La suma de set nombres primers consecutius (23 + 29 + 31 + 37 + 41 + 43 + 47) |
| 252                    | CCLII       | 11111100       | FC                  | 2² × 3² × 7 = 252 |
| 253                    | CCLIII      | 11111101       | FD                  | |
| 254                    | CCLIV       | 11111110       | FE                  | |
| 255                    | CCLV        | 11111111       | FF                  | En base 4 és 3333. |
| 256 (vegeu Nombre 256) |             |                |                     | |
| 257                    | CCLVII      | 100000001      | 101                 | |
| 258                    | CCLVIII     | 100000010      | 102                 | |
| 259                    | CCLIX       | 100000011      | 103                 | La suma de quatre nombres primers consecutius (59 + 61 + 67 + 71)                                                                        |